# Comostola
Comostola is een geslacht van vlinders uit de familie van de spanners (Geometridae) en de onderfamilie Geometrinae.

## Soorten
- C. callista West, 1930
- C. cedilla Prout, 1917
- C. confusa Warren, 1905
- C. chlorargyra Walker, 1861
- C. dispansa Walker, 1861
- C. enodata Inoue, 1986
- C. francki Prout, 1935
- C. haplophanes Turner, 1910
- C. hypotyphla Prout, 1917
- C. hyptiostega Prout
- C. inops Prout, 1912
- C. iodioides Lucas, 1891
- C. laesaria (Walker, 1861)
- C. leucomerata Walker, 1866
- C. maculata Moore, 1867
- C. meritaria Walker, 1861
- C. minutata Druce, 1888
- C. mundata Warren, 1896
- C. nereidaria Snellen, 1881
- C. ocellulata Prout, 1920
- C. orestias Prout, 1934
- C. ovifera Warren, 1893
- C. rufimargo Warren, 1906
- C. satoi Inoue, 1986
- C. subtiliaria Bremer, 1864
- C. thalassias Holloway, 1979
- C. virago Prout, 1926